# Secteur pavé de Mons-en-Pévèle
Le secteur pavé de Mons-en-Pévèle, dénommé également Pavé de la Croix Blanche et du Blocus, est situé dans la commune de Mons-en-Pévèle d'une distance approximative de 3 000 m avec une difficulté actuellement classée cinq étoiles soit le niveau le plus difficile. Il est un des secteurs clé de la course cycliste Paris-Roubaix, c'est en effet l'un des secteurs les plus durs, situé dans les 50 derniers kilomètres de la course.
Il est composé de deux parties séparés d'une route bitumé de 100m :
- le Pavé de la Croix Blanche, long de 1000m;
- le Pavé du Blocus, long de 1900m.

L’entrée du secteur est à 53 m d’altitude, la fin à 63 m. On commence par un faux plat descendant sur 300 m (pente à 2 %) (47 m d’altitude), puis un léger faux plat montant sur 800 m (altitude 50 m), pour la partie 1, puis virage à droite à 90°, puis une partie quasi plate sur 800 m (48 m d’altitude), virage à gauche à 90° (difficile à négocier car très boueux) et on finit par un faux plat montant sur 1 100 m (altitude 64 m).
Il a été emprunté pour la première fois en 1978 et a toujours été emprunté depuis sauf en 2001. Lors des éditions de 1997, 2000, 2002 et 2003 seule la première partie (1 100 m) était empruntée.
En 2008, l'attaque de Stijn Devolder sur ce secteur a, en partie, permis la victoire de son équipier chez la Quick Step, Tom Boonen. Le secteur est emprunté sur 1 100 m lors de la cinquième étape du Tour de France 2014 dans le sens inverse de l'habituel tracé de Paris-Roubaix. Il est le troisième des neuf secteurs traversés de l'étape. Cependant, à la suite des mauvaises conditions météorologiques, il est annulé tout comme le secteur pavé de Beuvry-la-Forêt à Orchies.

## Caractéristiques
- Longueur : 3 000 m
- Difficulté : 5 étoiles
- Secteur n° 11 (avant l'arrivée)

## Galerie photos

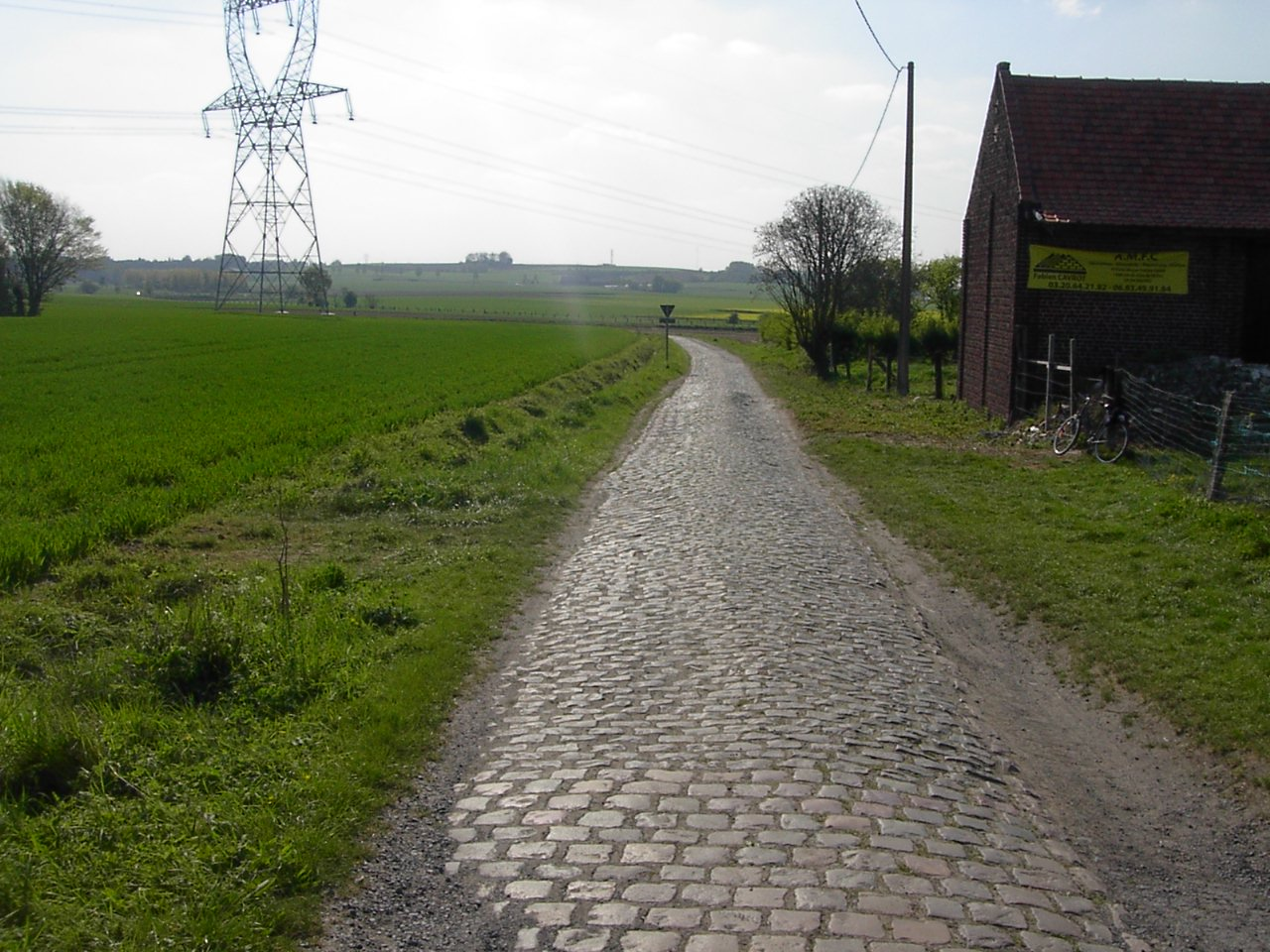
Entrée du secteur
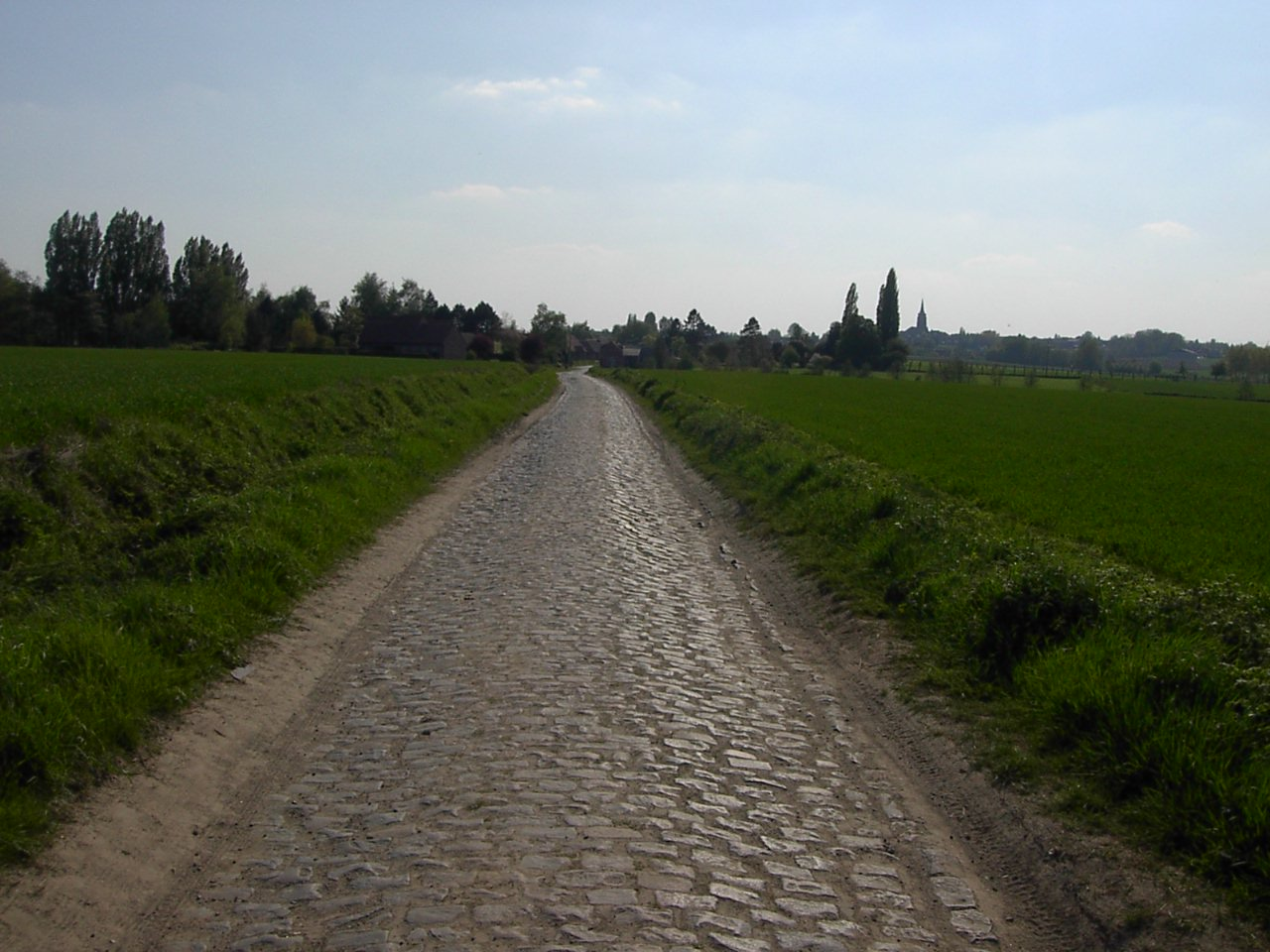
Faux plat descendant
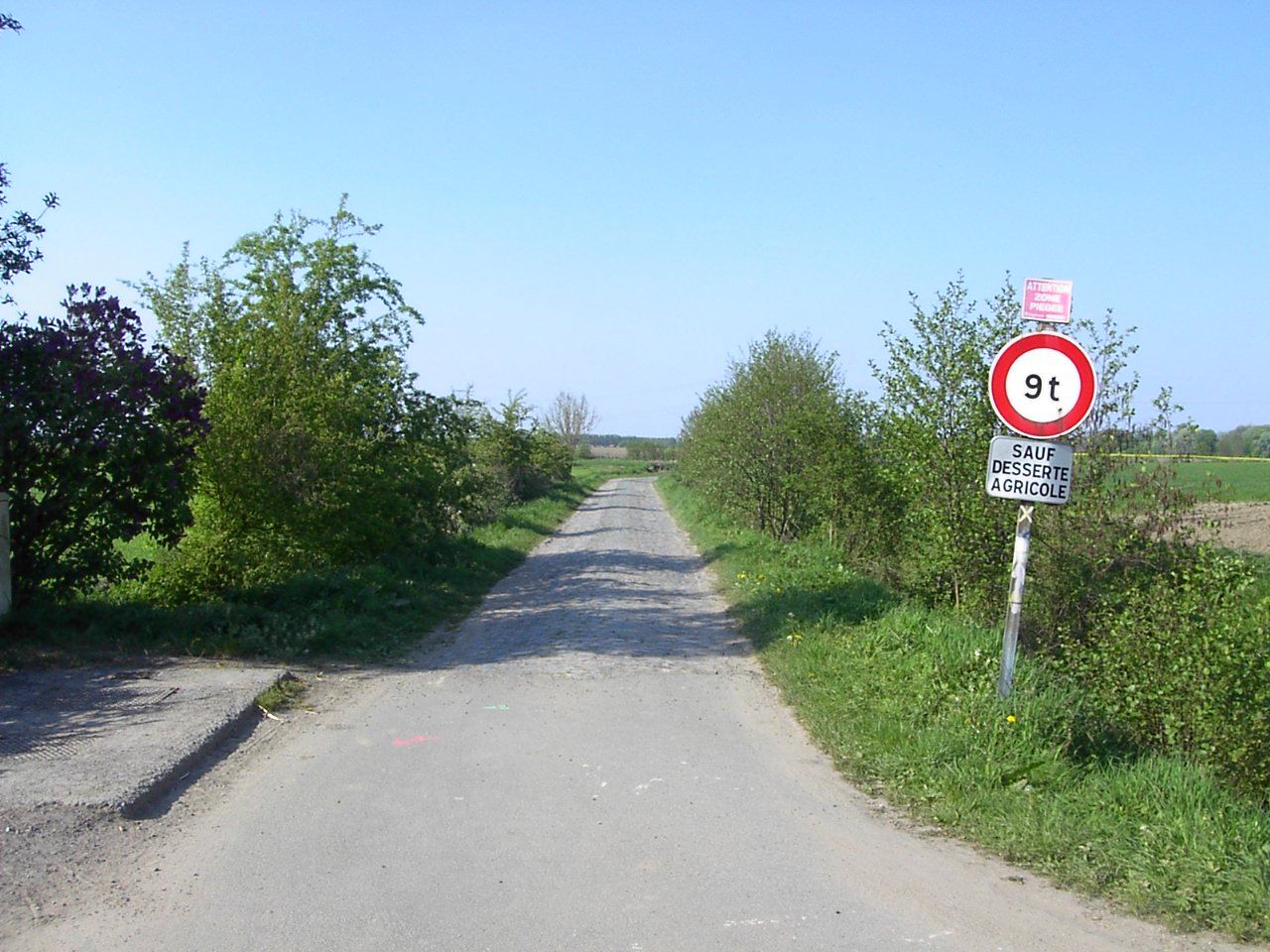
Début de la Partie 2
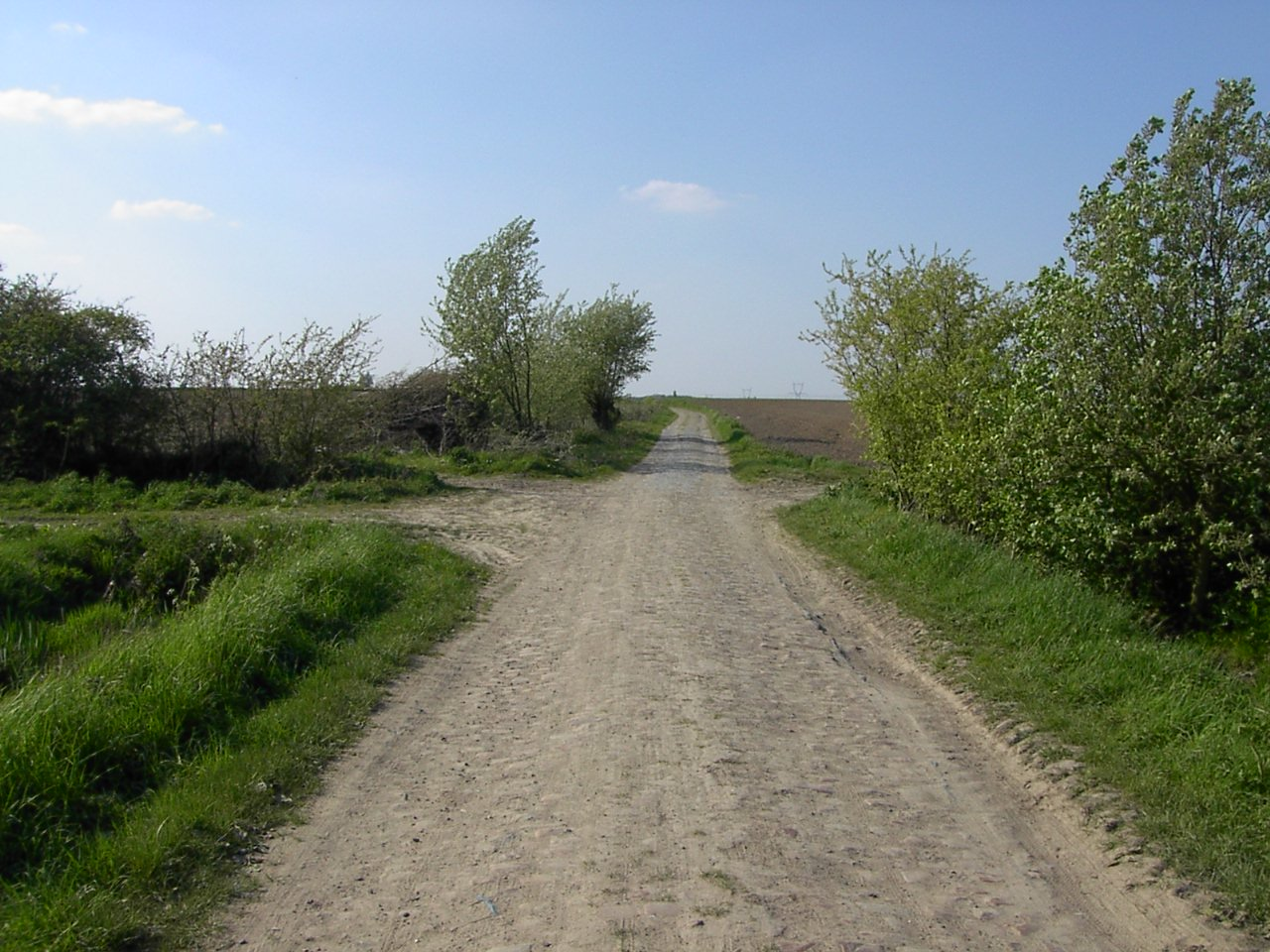
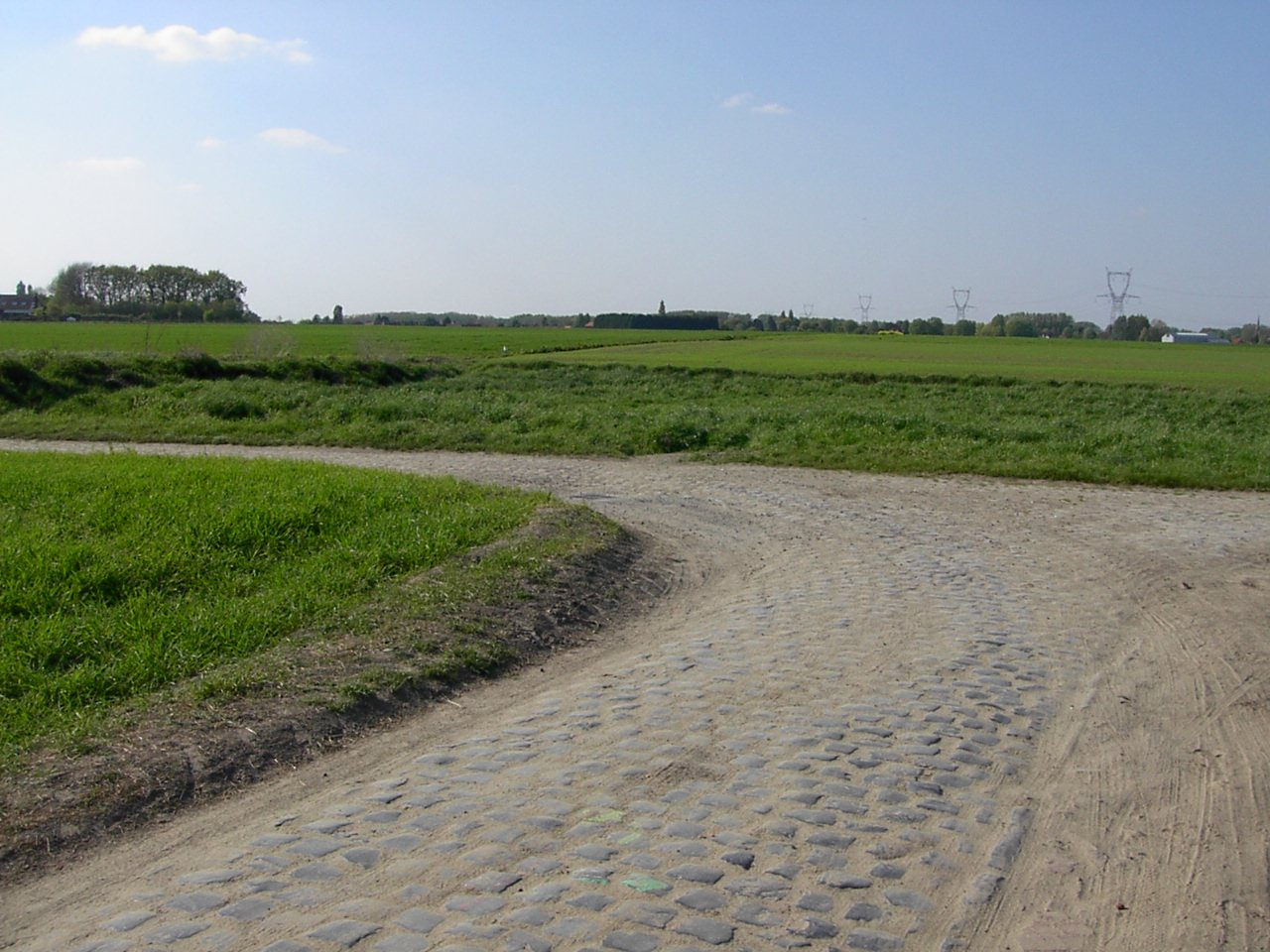
Virage à gauche
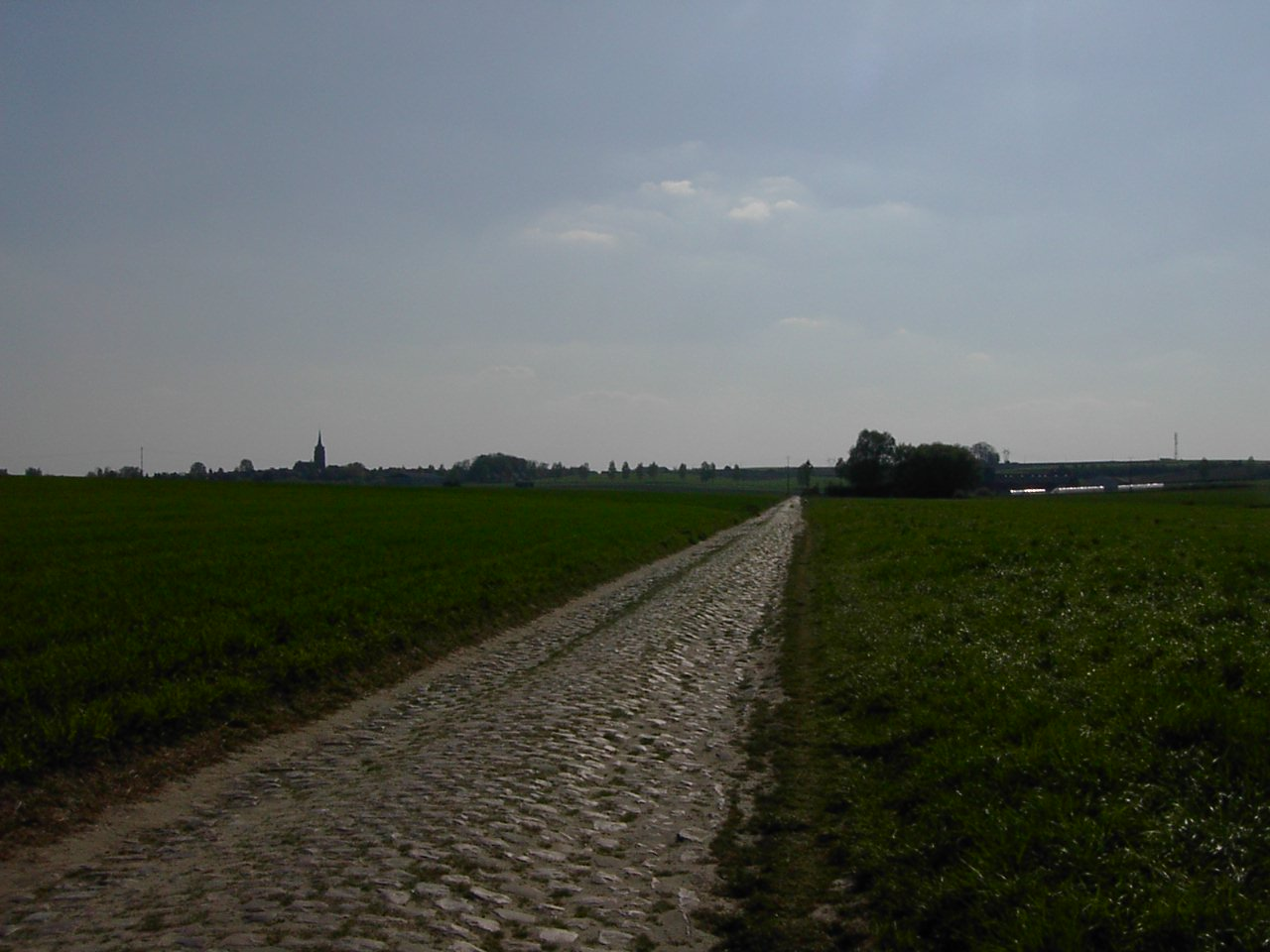
Faux plat montant
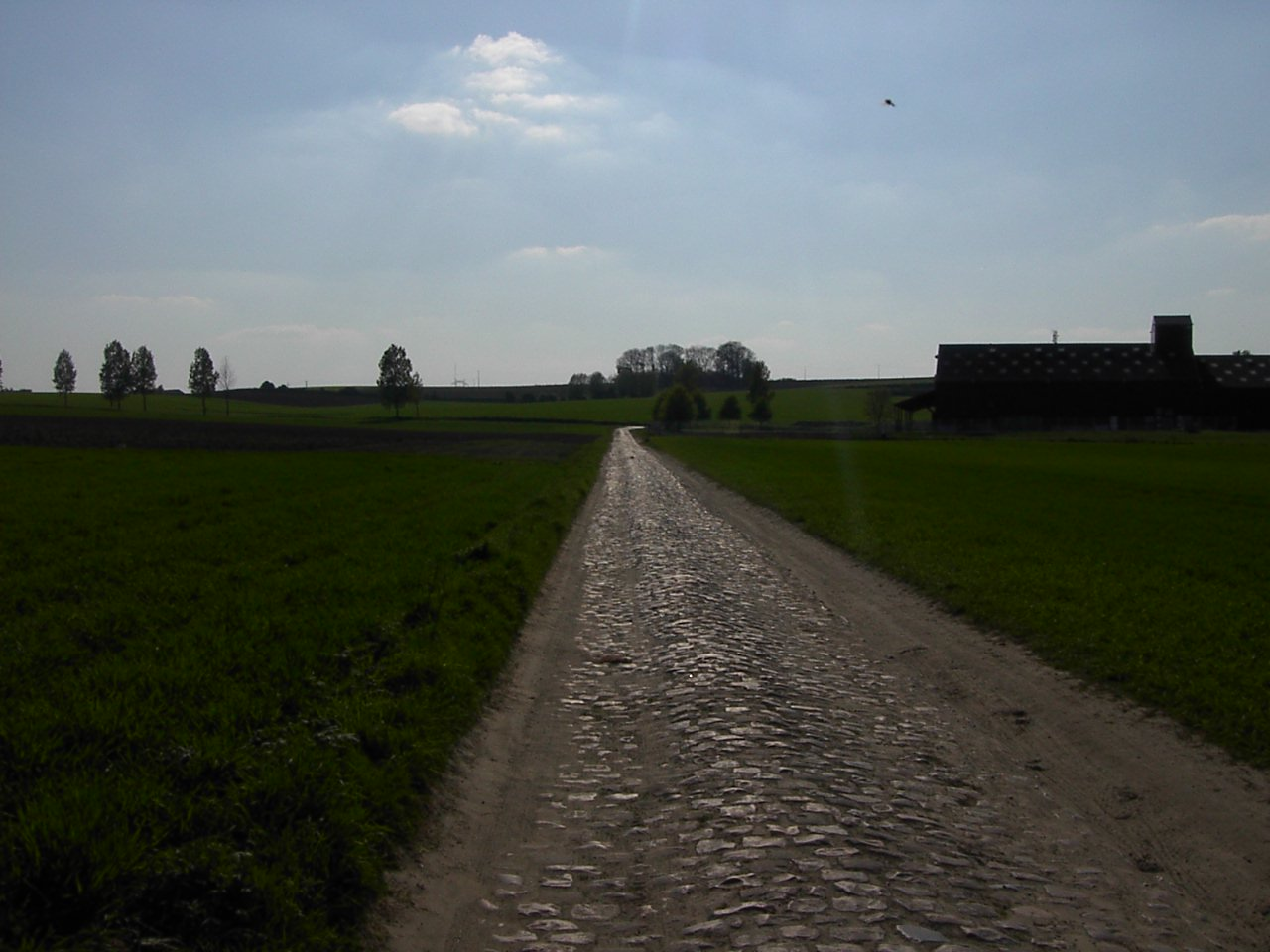
Fin du secteur